# Global Communications Network
Global Communications Network (GCN) é um cliente de chat criado por Jason Resch. O software e o serviço são gratuitos e mantidos por anúncios publicitários.
Além do serviço de chat, um serviço de e-mail é oferecido aos usuários que também podem criar seu próprio programa personalizado através do seriço Co-Branding.
GCN traz várias ferramentas de conversa como Voice Chat(conversa com áudio), Video Conferencing(conversa com vídeo), Whiteboard(tela para desenhar com outra pessoa), transferência de arquivos e Tradutor Online. Há também um cliente XMPP, para usar contas de .NET Messenger Service, AIM, Yahoo Messenger e ICQ.